# Der Prinz aus Zamunda 2
Der Prinz aus Zamunda 2 (Originaltitel: Coming 2 America) ist eine US-amerikanische romantische Filmkomödie  des Regisseurs Craig Brewer aus dem Jahr 2021. Der Film erschien am 5. März 2021 auf dem Streaming-Dienst Prime Video.
Der Film ist eine Fortsetzung des Films Der Prinz aus Zamunda aus dem Jahre 1988. Die meisten der tragenden Rollen wurden nach 33 Jahren mit den damaligen Darstellern besetzt.

## Handlung
König Akeem von Zamunda, einem fiktiven Königreich in Afrika, einst Thronfolger von König Jaffe Joffer, denkt nach dem Tode seines Vaters über seine eigene Nachfolge nach. Die Ehe mit Königin Lisa brachte nicht, wie es die alten Traditionen und Gesetze verlangen, einen männlichen Thronfolger, sondern drei Töchter hervor. Der kriegerische General Izzi fordert eine Vermählung seines Sohnes mit Meeka, der ältesten Tochter Akeems, um den Waffenstillstand zu besiegeln. Durch die Schamanin erfährt Akeem, dass er während seines Aufenthaltes in New York im Alter von 21 Jahren im Alkohol- und Drogenrausch unbewusst einen unehelichen Sohn gezeugt hat. Um den letzten Wunsch seines Vaters zu erfüllen, reist Akeem mit Semmi erneut nach Queens, um seinen Nachfolger zu finden.
Nachdem Akeem seinen Sohn Lavelle ausfindig gemacht hat, lässt er seinen Sohn und dessen Mutter Mary nach Zamunda bringen. Dort stellt General Izzi dem jungen Mann seine Tochter als zukünftige Ehepartnerin vor. Während Lavelle sich auf die Prüfung zum Prinzen vorbereitet, verliebt er sich in seine Friseurin Mirembe und reist mit ihr zurück nach New York, um sie zu heiraten. Um seinen Sohn zurückzuholen, folgt Akeem den beiden, erkennt aber schließlich die Parallelen zu seiner damaligen Hochzeit und zeigt Verständnis für das Liebespaar.
In Akeems Abwesenheit müssen Meeka und ihre Schwestern den aufgebrachten Izzi beruhigen, wodurch sich die junge Frau als würdige Königin erweist. Akeem verheiratet seinen Sohn mit Mirembe, ändert das Gesetz, um eine weibliche Thronfolge zu ermöglichen, und sendet Lavelle als Botschafter Zamundas zurück in die USA.

## Rezeption
Auf Spiegel Online kritisierte Lars-Olav Beier, dass „... sich der Film in überkandidelten Musicalnummern und schrillster Komik“ verliert, die „... schon in den Achtzigerjahren grenzwertig war“.
Im Musikexpress zog André Pitz trotz der hochgradig besetzten Nebenrollen das Fazit „Diese Fortsetzung hätte es nicht gebraucht“ und resümiert: „Das Franchise ist verdorben“.
In der Filmzeitschrift epd Film schrieb Kai Mihm, dass der Film seine „interessantesten Momente“ habe, wenn er „das Kulturerbe Zamundas mit afroamerikanischer Popkultur in Einklang bringt, durch Musik, Haartracht und Kleidung.“ Da blitze „die Sensibilität des Regisseurs Craig Brewer für die komplexe Historie genuin Schwarzer (amerikanischer) Kultur auf“. Trotzdem könne dies nicht über die „müde Nostalgie dieses Sequels“ hinweg tragen.

## Wissenswertes
- Aufgrund seines Alters reiste James Earl Jones nicht ans Set. Seine Szenen wurden separat gedreht und in der Postproduktion in den Film geschnitten.
- Eddie Murphy spielt neben König Akeem noch drei Nebenrollen: den Friseur Clarence, den Sänger Randy Watson sowie den weißen alten Saul (Rückblicke auf den ersten Teil des Zweiteilers).
- Auch Arsenio Hall spielt neben seiner Rolle als Semmi noch vier weitere Nebenrollen: den alten Schwätzer Morris aus dem Friseurladen, Pfarrer Brown und in der Bar-Szene den Transvestiten im roten Kleid, der neben Eddie Murphy sitzt; zusätzlich hat er in diesem Teil die Rolle der Schamanin übernommen (Rückblicke auf den ersten Teil des Zweiteilers).
- Auch im zweiten Teil hat der verkannte Sänger Randy Watson mit seiner Band Sexual Chocolate wieder einen Auftritt. Und im Gegensatz zu Teil 1, wo nur ein Zuschauer applaudierte, hat er im zweiten Teil etwas mehr Zuspruch.
- Die Produzenten des Films mussten sich die Benutzung des Namens „McDowell’s“ von McDonald’s aufgrund des sehr ähnlich klingenden Namens und der damit verbundenen offensichtlichen Anspielung genehmigen lassen. Im ersten Teil wird eine Konkurrenz zu McDonald’s dargestellt.

## Synchronisation
Die deutsche Synchronbearbeitung entstand unter der Dialogregie von Manuel Straube bei der Arena Synchron GmbH in Berlin.
| Darsteller       | Synchronsprecher   | Rolle                                            |
| ---------------- | ------------------ | ------------------------------------------------ |
| Eddie Murphy     | Dennis Schmidt-Foß | König Akeem / Clarence / Saul / Randy Watson     |
| Arsenio Hall     | Tobias Meister     | Semmi / Morris / Reverend Brown / Schamanin Baba |
| John Amos        | Uli Krohm          | Cleo McDowell                                    |
| Wesley Snipes    | Torsten Michaelis  | General Izzi                                     |
| James Earl Jones | Douglas Welbat     | König Jaffe Joffer                               |
| Shari Headley    | Katrin Fröhlich    | Lisa                                             |
| Louie Anderson   | Lutz Schnell       | Maurice                                          |
| Morgan Freeman   | Jürgen Kluckert    | Morgan Freeman                                   |
| Paul Bates       | Wolfgang Müller    | Oha                                              |
| Tracy Morgan     | Florian Halm       | Onkel Reem                                       |
| Clint Smith      | Hans Bayer         | Sweets                                           |